# 복성승도
복성승도(福聖承道)는 서하 의종(西夏 毅宗) 이양조(李諒祚)의 치세에 쓰던 연호이다.

## 연대 대조표
| 복성승도   | 원년           | 2년                            | 3년            | 4년                            |
| 서기(西紀) | 1053년         | 1054년                         | 1055년         | 1056년                         |
| 간지(干支) | 계사(癸巳)     | 갑오(甲午)                     | 을미(乙未)     | 병신(丙申)                     |
| 북송(北宋) | 황우(皇祐) 5년 | 황우(皇祐) 6년 지화(至和) 원년 | 지화(至和) 2년 | 지화(至和) 3년 가우(嘉祐) 원년 |

## 동시대 연호
| 이전 연호 천우수성(天祐垂聖) | 중국의 연호 서하(西夏) | 다음 연호 차도(奲都) |